# Andrea Guasconi
Andrea Guasconi, nato Andrea Aretino della famiglia Guasconi (... – Arezzo, IV secolo), fu un cristiano che subì il martirio e che la Chiesa cattolica venera come santo.

## Agiografia e culto
Andrea sarebbe morto, secondo le agiografie, durante una persecuzione anticristiana indetta dall'imperatore Giuliano e per questo fu canonizzato. 
La festa di Sant’Andrea Guasconi, oggi scomparsa, era un tempo celebrata, secondo il Tafi, dalla Diocesi aretina il 18 agosto. Le ossa di Sant'Andrea Aretino, assieme a quelle di oltre 50 suoi familiari martirizzati con lui, sono oggi nella cattedrale di Arezzo, nell'altare di santo Stefano. Sopra l'altare c'è una epigrafe in latino che ricorda il fatto.
La festa di sant'Andrea Guasconi era un tempo celebrata presso la diocesi di Arezzo il 18 agosto (secondo il Tafi). La festa è oggi scomparsa, ma il santo è ricordato dal Quartiere di Porta Sant'Andrea, di cui è il protettore. La sua figura è rappresentata nel “vessillo del Santo”, nel quale è dipinto Sant’Andrea Guasconi che stringe sulla mano sinistra la palma del martirio.
Per la verità l'emblema del quartiere, recante una decusse, rimanda all'apostolo Andrea. Fino a poco tempo fa si pensava che fosse intitolata proprio al martire aretino, fatto proprio dalla casata dei Guasconi intorno al quattordicesimo secolo, la chiesa che dava il nome all’antica Porta medievale ed al quartiere ad essa intitolato e la cui immagine è riprodotta, con in mano la simbolo palma del martirio in uno del vessilli del Quartiere. Recenti ricerche hanno poi dimostrato che la chiesa medievale che diede il nome alla Porta della cinta muraria aretina, era indiscutibilmente dedicata a Sant'Andrea Apostolo, detto il "Protochiamato", fratello dell'Apostolo Pietro, primo Papa. Difatti tutta la simbologia del Quartiere è ripresa da Sant’Andrea Apostolo e che è celebrato il 30 novembre. Non è un caso che l’emblema riportato nel vessillo sia una decusse, meglio conosciuta come Croce di Sant’Andrea, stemma per eccellenza dell'Apostolo Andrea.